# Gilbert Trathnigg
Gilbert Trathnigg (* 26. April 1911 in Wiener Neustadt; † 25. September 1970 bei Ancona) war ein österreichischer Archäologe, germanistischer Mediävist, Museumsdirektor und Archivar.
Gilbert Trathnigg wuchs in St. Pölten auf, sein Vater war der Gymnasiallehrer und Altgermanist Fritz Trathnigg, der seine Interessen vorprägte. Er studierte 1930 bis 1933 an der Universität Wien Germanistik, Vor- und Frühgeschichte und Volkskunde. 1934 wurde er bei Rudolf Much mit einer Arbeit "Die Namen der Ostgermanen und ihre Lautentwicklung" promoviert. 1934 absolvierte er den Vorbereitungslehrgang des Instituts für österreichische Geschichtsforschung. 1935 bis 1936 war er Stipendiat der Notgemeinschaft der deutschen Wissenschaft in Wien. Von 1936 bis 1938 war er als wissenschaftliche Hilfskraft am Museum für Vor- und Frühgeschichte in Berlin angestellt. Er trat zum 1. Januar 1936 der SS bei (SS-Nummer 307.768) und arbeitete seit 1938 für die Forschungsgemeinschaft Deutsches Ahnenerbe der SS. Von 1940 bis 1945 war er Soldat im Krieg.
Nach dem Krieg war er bis 1954 als Lagerist und kaufmännischer Angestellter in verschiedenen Orten in Oberösterreich tätig sowie als Archivar der Pfarrei Vöcklabruck. Seit 1952 war er wissenschaftlicher Mitarbeiter, von 1954 bis zu seinem Tode Direktor des Stadtmuseums von Wels, dazu seit 1955 Leiter des Landwirtschaftsmuseums sowie seit 1960 Leiter des Stadtarchivs. Er führte Grabungen auf dem Residenzplatz und im Dom von Salzburg, in Stift Lambach, in Wels, Braunau, Heiligenkreiz bei Micheldorf und in Schöndorf bei Vöcklabruck durch. Seit 1954 war er ehrenamtlicher Konservator des Bundesdenkmalamts, 1961 korrespondierendes Mitglied des Österreichischen Archäologischen Instituts. 1967 wurde ihm der Titel Professor verliehen. Er veröffentlichte zahlreiche archäologische und (alt)germanistische Beiträge in verschiedenen Fachschriften.

## Veröffentlichungen (Auswahl)
- mit Joseph Otto Plassmann (Hrsg.): Deutsches Land kehrt heim. Ostmark und Sudetenland als germanischer Volksboden. Ahnenerbe-Stiftung Verlag, Berlin 1939.
- Die Religion der Germanen. In: Werner Müller, Gilbert Trathnigg: Religionen der Griechen, Römer und Germanen. Leitner, Wunsiedel 1954.
- mit Kurt Holter: Wels von der Urzeit bis zur Gegenwart. Friedhuber, Wien 1964. 2. Auflage: Welsermühl, Wels 1985.